# Pygoderma bilabiatum
Pygoderma bilabiatum es una especie de murciélago de la familia Phyllostomidae. Es la única especie del género Pygoderma.

## Distribución geográfica
Se encuentra en el norte de Argentina, Bolivia, y en Brasil y Paraguay.